# Brug 2274
Brug 2274 is een vaste brug in Amsterdam-Centrum.
De brug is gelegen in De Ruijterkade en overspant de Oostertoegang. Hier lag in de buurt vroeger brug 276, die langzaamaan het steeds toenemende verkeer niet meer aankon. In 1973 kwam er daarom een nieuwe brug, de oude bleef nog dienst doen tot 2001. Ook de nieuwe brug moest aangepast worden aan het sterk veranderende verkeer ter plaatse, zo werd het busstation nabij het Centraal Station Amsterdam van voor het station naar achteren verhuisd.
De betonnen brug die al het verkeer droeg werd in verband met de noodzakelijke verdeling tussen snel (gemotoriseerd) verkeer en langzaam verkeer (voetgangers en fietsers) alleen toegankelijk voor snelverkeer. Aan de noordzijde verscheen brug 2274 voor het langzame verkeer. Het ontwerp van Hans van Heeswijk Architecten liet een echte brug zien. De overspanning heeft een behoorlijke welving, zodat ook in het landschap zichtbaar is dat het hier een brug betreft. Voor degenen die de brug gebruiken is het begrip brug ook voelbaar met klimmen en dalen. Het is daarbij een kleine tuibrug met voetpad aan de noordzijde en fietspad aan de zuidkant, verbonden door de tuien en een balk aan de uiteinden. Onder de tuiconstructie (de boog met kabels) is een doorkijk naar het water van de Oostertoegang. De brug werd gebouwd in opdracht van de Dienst Infrastuctuur en Verkeer van de gemeente Amsterdam.
In september 2020 werd de brug verwijderd voor werkzaamheden aan een nieuwe pontfuik voor de Veer Meeuwenlaan. Terugplaatsing was geen optie; de brug was te smal geworden voor het drukke verkeer. De brug werd daarop aangeboden aan de Nationale Bruggenbank, dan een recent opgericht bedrijf om overbodige bruggen elders te kunnen hergebruiken. Hans van Heeswijk ontwierp een nieuwe brug met hetzelfde uiterlijk, maar dus breder. Vanwege duurzaamheid werden enkele delen van de oude brug in de nieuwe verwerkt; het restant werd opgeslagen op een industrieterrein aan de Distelweg in Amsterdam-Noord. De nieuwe brug kent een wisselende breedte; ze is aan de oostkant 19 meter en aan de westkant 14 meter breed. Het fietspad wordt naar het westen toe smaller.
De brug had in Brug 2275 een tweelingzus over de Westertoegang, per 2021 is dat een oudere, maar kleinere zus.

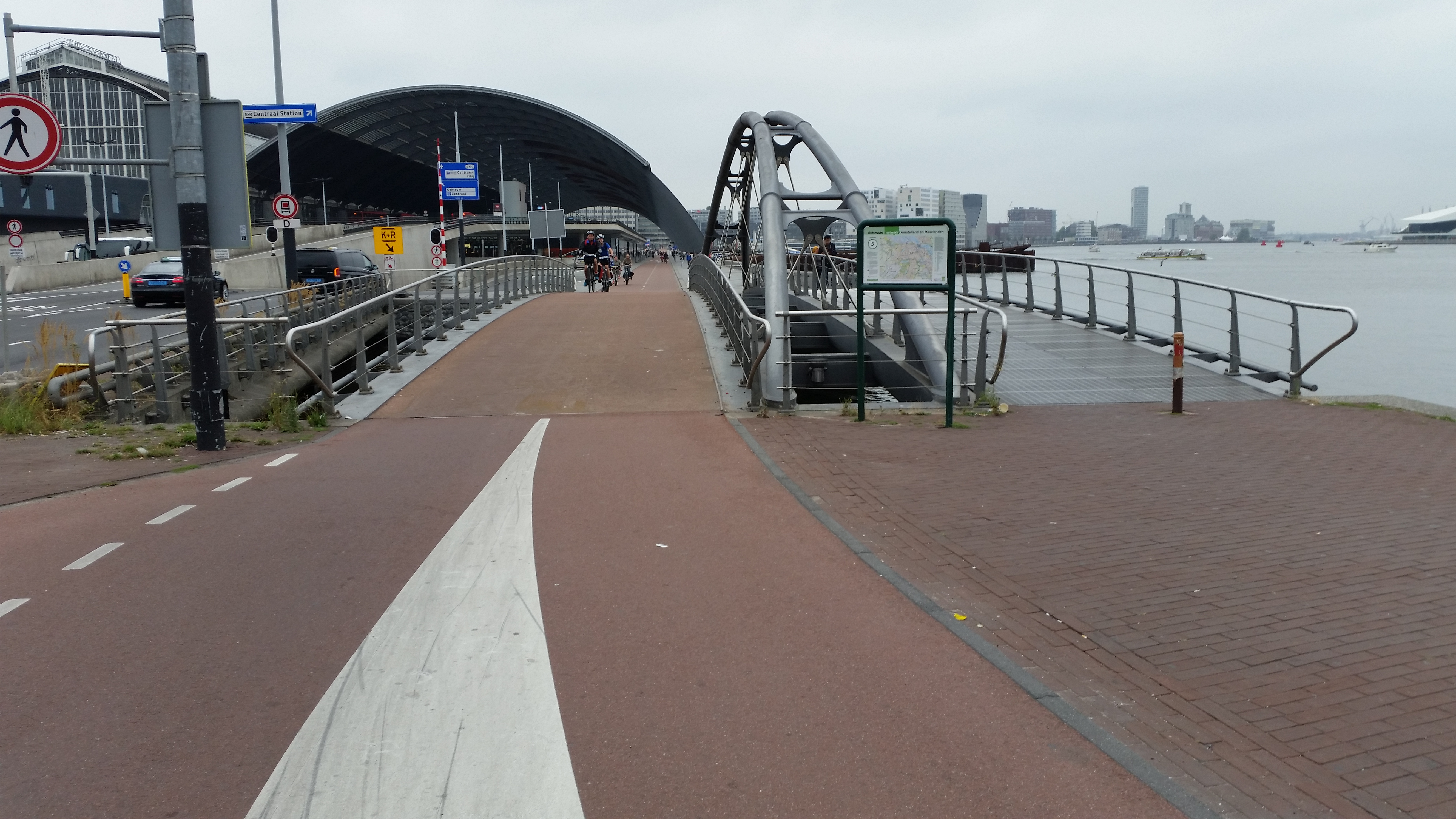
Brug 2274, versie 2005, met op de achtergrond busstation CS (augustus 2018)